# Revello
Revello (Arvel en piamontés, Revel en occitano) es una localidad y comune italiana de la provincia de Cúneo, región de Piamonte, con 4.233 habitantes.
Se encuentra en el Valle del Po, y forma parte de la Comunidad montana Valles del Po, Bronda, Infernotto y Varaita.

## Geografía física

### Territorio
El territorio se extiende por 53 km en la parte sud-occidental de Piamonte asomando en parte sobre la colina a los pies del Monte Bracco, inmerso en la espléndida cornisa del Monviso.
"Un territorio en el cual las plantaciones de durazneros es la punta de diamante de un territorio raro y precioso, un paisaje pincelado por olivares y castaños, con connotaciones ciertamente homogéneas, debidas a un entrecruzamiento de cultivos que por siglos han caracterizado el territorio, fruto de una permanencia obstinada de muchas generaciones campesinas, que por siglos se han consumido en las plantaciones de fruta, bajo los mismos poderes de confines inmutables."

## Historia
Revello es una pequeña ciudad del tardío Medioevo subalpino y perteneciente al antiguo Marquesado de Saluzzo. La encontramos en un registro de  "cortes" que se remonta hasta mediados del siglo X. En él es llamada "Curtis Regia", apelativo que confirma la tesis de que Revello derivaría de un fondo romano que perduró bajo la gestión de cuestores de la República. El nombre "Curtis" era el apelativo longobardo aplicado a aquellas regiones que los romanos se reservaban en exclusividad de los pueblos vencidos. Teoría confirmada por el hallazgo de restos de ladrillos, cerámicas y epígrafes en la zona de la Capilla de San Blas. Revello llega a ser feudo cuando es concedida por Otón III a Olderico Manfredi I en el 1001 y luego a su hija Adelaida que quedó como única dueña tras la fragmentación del dominio entre pequeños feudatarios hasta mediados del 1100. En el 1215 fue cedida al Marquesado de Saluzzo, adquiriendo notable importancia durante ese período. Su importancia comercial se derivaba de que al estar en la entrada al Valle Po era paso de comunicación directa a poblaciones trasalpinas. Durante el Marquesado de Ludovico II y Margarita de Foix, Saluzzo fue elegida como su sede preferida.

## Sucesos históricos
En 1548, luego de muchos conflictos que lo involucraron, el Marquesado cayó en poder de los franceses. En 1588 Carlos Emanuel I de Saboya puso fin al dominio francés. En 1642, como se muestra en el primer trienio de la evocación histórica "Castillo de Revello de Mayo" - Municipio de Revello, tras una serie de conflictos entre Saboya y Francia, es destruido el Castillo de Revello, perdiendo así toda importancia estratégica y comercial. Revello fue todavía campo de batalla en 1693 y sufrió el saqueo de las tropas del general Catinat. En 1797 fue el núcleo desde el que se desarrolló un levantamiento popular llamado "la revuelta del pan", recordado como "Los Movimientos de Revello".

## Evolución demográfica
| Gráfica de evolución demográfica de Revello entre 1861 y 2001 |
|                                                               |
| Fuente ISTAT - elaboración gráfica de Wikipedia               |

## Lugares de interés
- Abadía de Santa María de Staffarda; hoy día propiedad de la Orden de San Mauricio. Fue fundada por los monjes de la Orden del Císter sobre terrenos en meseta vecinos al río Po, donados por el Marqués Manfredo I de Saluzzo en 1135, «para hacer fructificar la tierra y honrar al Señor».

## Ciudades hermanadas
Revello está hermanada con:
- Pozo del Molle Córdoba, Argentina